# La fuga (película de 2001)
La fuga es una película argentina policial y dramática estrenada el 24 de mayo de 2001 dirigida por Eduardo Mignogna y protagonizada por Miguel Ángel Solá, Ricardo Darín, Gerardo Romano, Patricio Contreras, Inés Estévez, Norma Aleandro, Arturo Maly y Alejandro Awada. Está basada en una novela homónima de Eduardo Mignogna.
La película recrea un hecho real ocurrido en la Penitenciaría Nacional ubicada en el barrio de Palermo en Buenos Aires pero, como la misma fue demolida, se utilizó para la filmación el Penal de Ushuaia.

## Sinopsis
Durante el verano de 1928 un grupo de reclusos encerrados en la Penitenciaría Nacional de Buenos Aires se dan a la fuga. La historia narra la suerte dispar de cada uno de los evadidos en busca de sus destinos. Los mismos son: un anarquista español, un estafador, tres asesinos, un timador experto en juegos de cartas y un hombre inocente que fue falsamente acusado y encarcelado por un comisario corrupto. Son hombres duros, con códigos propios, dispuestos a todo con tal de no regresar a prisión. Sus odiseas y desventuras, narradas en tiempos paralelos, relatan como algunos son capturados, o sufren muertes violentas, mientras que otros desaparecen para siempre.
Mediante la narración principal del estafador se relatan las historias que oscilan entre sórdidas y conmovedoras, y que no excluyen la ternura, el amor, la piedad o el miedo. Todo confluye en un final sellado por un pacto de amor carcelario y un mensaje público que permanecerá en el corazón de Buenos Aires como testimonio de la ansiada libertad.

## Reparto
- Miguel Ángel Solá ... Laureano Irala
- Ricardo Darín ... Domingo Santaló, 'El Pibe'
- Gerardo Romano ... Julio Bordiola
- Patricio Contreras ... Eusebio Duval
- Inés Estévez ... Tabita
- Norma Aleandro ... La Varela
- Arturo Maly ... Pedro Escofet
- Alejandro Awada ... Tomás Opitti
- Vando Villamil ... Omar Zajur
- Alberto Jiménez ... Camilo Vallejo
- Facundo Arana ... Víctor Gans
- Oscar Alegre ... Belisario "El Pampa" Zacarías
- Juan Ponce de León ... Ramón Cedeyra
- Antonella Costa ... Rita Baldini
- Lis Moreno ... Rita Baldini (niña)
- Erasmo Olivera ... Anarquista
- Mario Paolucci ... Carcelero
- Luis Margani ... Comprador de la carbonería
- Marcelo Mazzarello ... Guardaespaldas Bordiola
- Martín Pavlovsky ... Escribano
- Silvina Bosco ... Fanny
- Héctor Malamud[1]

## Premios y candidaturas
| Asociación de Cronistas Cinematográficos de la Argentina.                         | Asociación de Cronistas Cinematográficos de la Argentina. | Asociación de Cronistas Cinematográficos de la Argentina. | Asociación de Cronistas Cinematográficos de la Argentina. | Asociación de Cronistas Cinematográficos de la Argentina. | Asociación de Cronistas Cinematográficos de la Argentina. |
| Premios Cóndor de Plata 2002                                                      | Premios Cóndor de Plata 2002                              | Premios Cóndor de Plata 2002                              | Premios Cóndor de Plata 2002                              | Premios Cóndor de Plata 2002                              | Premios Cóndor de Plata 2002                              |
| Rubro                                                                             | .                                                         | Resultado                                                 |                                                           |                                                           |                                                           |
| --------------------------------------------------------------------------------- | --------------------------------------------------------- | --------------------------------------------------------- | --------------------------------------------------------- | --------------------------------------------------------- | --------------------------------------------------------- |
| Mejor Dirección artística                                                         | Margarita Jusid                                           | Ganadora                                                  |                                                           |                                                           |                                                           |
| Mejor Guion adaptado                                                              | Graciela Maglie, Jorge Goldenberg y Eduardo Mignogna      | Ganadora                                                  |                                                           |                                                           |                                                           |
| Mejor Fotografía                                                                  | Marcelo Camorino                                          | Candidato                                                 |                                                           |                                                           |                                                           |
| Mejor Director                                                                    | Eduardo Mignogna                                          | Candidato                                                 |                                                           |                                                           |                                                           |
| Mejor Montaje                                                                     | Juan Carlos Macías                                        | Candidato                                                 |                                                           |                                                           |                                                           |
| Mejor Película                                                                    | La fuga                                                   | Candidata                                                 |                                                           |                                                           |                                                           |
| Mejor Música                                                                      | Federico Jusid                                            | Candidato                                                 |                                                           |                                                           |                                                           |
| Mejor Actor de reparto                                                            | Patricio Contreras                                        | Candidato                                                 |                                                           |                                                           |                                                           |
| Premio India Catalina de oro del Festival Internacional de Cine de Cartagena 2002 |                                                           |                                                           |                                                           |                                                           |                                                           |
| Mejor Película                                                                    | La fuga                                                   | Candidata                                                 |                                                           |                                                           |                                                           |
| Premio del Círculo de Escritores Cinematográficos de España 2002                  |                                                           |                                                           |                                                           |                                                           |                                                           |
| Mejor Actor                                                                       | Miguel Ángel Solá                                         | Candidato                                                 |                                                           |                                                           |                                                           |
| Mejor Guion adaptado                                                              | Graciela Maglie, Jorge Goldenberg y Eduardo Mignogna      | Candidato                                                 |                                                           |                                                           |                                                           |
| Premio Goya a la mejor película extranjera de habla hispana del año 2001          |                                                           |                                                           |                                                           |                                                           |                                                           |
| Mejor Película Extranjera de Habla Hispana                                        | La fuga                                                   | Ganadora                                                  |                                                           |                                                           |                                                           |
| Festival Internacional de Cine Latino de Los Angeles 2002                         |                                                           |                                                           |                                                           |                                                           |                                                           |
| Mejor Película                                                                    | La fuga                                                   | Ganadora                                                  |                                                           |                                                           |                                                           |
| Premios MTV, Latinoamérica                                                        |                                                           |                                                           |                                                           |                                                           |                                                           |
| Película de la Gente (Argentina)                                                  | La fuga                                                   | Nominada                                                  |                                                           |                                                           |                                                           |
| Concha de oro del Festival Internacional de Cine de San Sebastián 2002            |                                                           |                                                           |                                                           |                                                           |                                                           |
| Mejor director                                                                    | Eduardo Mignona                                           | Candidato                                                 |                                                           |                                                           |                                                           |

| Mejor Actor extranjero | La Fuga / El hijo de la novia / 9 Reinas | Ricardo Darín |

## Aclaración
- Este artículo es una obra derivada de «[ ]» por periodistas de 20minutos.es, disponible bajo la licencia Creative Commons Atribución-CompartirIgual 3.0 Unported.

- Datos: Q3281386